# Holomelina opella
Holomelina opella là một loài bướm đêm thuộc phân họ Arctiinae, họ Erebidae.